# Primera División de México 1969-70
La Temporada 1969-70 fue la edición XXVII del campeonato de liga de la Primera División en la denominada "época profesional" del fútbol mexicano; Comenzó el 5 de julio y finalizó el 23 de diciembre de 1969. El nuevo equipo para este torneo sería el Club de Fútbol Torreón, quien había logrado el ascenso coronándose campeón de la Segunda División de México ocupando el lugar del Club de Fútbol Nuevo León, siendo esta la primera ocasión en que 2 equipos de Torreón participaron en primera división, el otro equipo era el Club de Fútbol Laguna.
El torneo se desarrolló a partidos de visita recíproca por lo que cada club jugó 30 partidos, donde a la postre salió campeón el Club Deportivo Guadalajara por octava vez en su historia, superando por 6 puntos al Cruz Azul quien había sido campeón la temporada pasada.

## Sistema de competencia
Los dieciséis participantes disputan el campeonato bajo un sistema de liga, es decir, todos contra todos a visita recíproca; con un criterio de puntuación que otorga dos unidades por victoria, una por empate y cero por derrota. El campeón sería el club que al finalizar el torneo haya obtenido la mayor cantidad de puntos, y por ende se ubique en el primer lugar de la clasificación. 
En caso de concluir el certamen con dos equipos empatados en el primer lugar, se procedería a un partido de desempate entre ambos conjuntos en una cancha neutral predeterminada al inicio del torneo; de terminar en empate dicho duelo, se realizará uno extra, y de persistir la igualdad en este, se alargaría a la disputa de dos tiempos extras de 15 minutos cada uno, y posteriormente Tiros desde el punto penal, hasta que se produjera un ganador.
En caso de que el empate en el primer lugar fuese entre más de dos equipos, se realizaría una ronda de partidos entre los involucrados, con los mismos criterios de puntuación, declarando campeón a quien liderada esta fase al final.
El descenso a Segunda División corresponderá al equipo que acumulara la menor cantidad de puntos, y que por ende finalice en el último lugar de la clasificación. Al igual que el campeonato, para el descenso se contempló una serie de partidos extra en caso de empate en puntos de uno o más equipos.
Para el resto de las posiciones que no estaban involucradas con la disputa del título y el descenso, su ubicación, en caso de empate, se definía por medio del criterio de gol average o promedio de goles, y se calculaba dividiendo el número de goles anotados entre los recibidos.

## Equipos participantes

### Ascensos y descensos
| Pos | Ascendido de la Segunda División 1968-69 |
| --- | ---------------------------------------- |
| 1.º | Torreón                                  |

| Pos        | Descendido en la Primera División 1968-69 |
| ---------- | ----------------------------------------- |
| 15°(Prom.) | Nuevo León                                |

### Equipos por entidad federativa
En la temporada 1969-1970 jugaron 16 equipos que se distribuían de la siguiente forma:
| Monterrey Oro Atlas Guadalajara León Irapuato Necaxa Laguna Torreón Toluca Veracruz Pachuca Cruz Azul América Atlante UNAM }} | \| Entidad Federativa \| N.º \| Equipos \| \| ------------------ \| --- \| ------------------------------- \| \| Distrito Federal \| 4 \| América, Atlante, UNAM y Necaxa \| \| Jalisco \| 3 \| Atlas, Oro y Guadalajara \| \| Coahuila \| 2 \| Laguna y Torreón \| \| Guanajuato \| 2 \| Irapuato y León \| \| Hidalgo \| 2 \| Cruz Azul y Pachuca \| \| Estado de México \| 1 \| Toluca \| \| Nuevo León \| 1 \| Monterrey \| \| Veracruz \| 1 \| Veracruz \| |                                 |
| Entidad Federativa | N.º | Equipos                         |
| Distrito Federal | 4 | América, Atlante, UNAM y Necaxa |
| Jalisco | 3 | Atlas, Oro y Guadalajara        |
| Coahuila | 2 | Laguna y Torreón                |
| Guanajuato | 2 | Irapuato y León                 |
| Hidalgo | 2 | Cruz Azul y Pachuca             |
| Estado de México | 1 | Toluca                          |
| Nuevo León | 1 | Monterrey                       |
| Veracruz | 1 | Veracruz                        |

### Información de los equipos
| Equipo            | Sede                     | Estadio                |
| ----------------- | ------------------------ | ---------------------- |
| América (AME)     | Ciudad de México         | Azteca                 |
| Atlante (ATT)     | Ciudad de México         | Azteca                 |
| Atlas (ATS)       | Guadalajara, Jalisco     | Jalisco                |
| Cruz Azul (CAZ)   | Jasso, Hidalgo           | 10 de Diciembre        |
| Guadalajara (GDL) | Guadalajara, Jalisco     | Jalisco                |
| Irapuato (IRA)    | Irapuato, Guanajuato     | Irapuato               |
| Laguna (LAG)      | Torreón, Coahuila        | San Isidro             |
| León (LEO)        | León, Guanajuato         | León                   |
| Monterrey (MTY)   | Monterrey, Nuevo León    | Tecnológico            |
| Necaxa (NEC)      | Ciudad de México         | Azteca                 |
| Oro (ORO)         | Guadalajara, Jalisco     | Jalisco                |
| Pachuca (PAC)     | Pachuca, Hidalgo         | Revolución Mexicana    |
| Toluca (TOL)      | Toluca, Estado de México | Luis Gutiérrez Dosal   |
| Torreón (TOR)     | Torreón, Coahuila        | San Isidro             |
| UNAM (UNA)        | Ciudad de México         | Olímpico Universitario |
| Veracruz (VER)    | Veracruz, Veracruz       | Veracruzano            |

## Clasificación final
| Pos. | Equipo          | Pts. | PJ | G  | E  | P  | GF | GC | Dif. |         |
| ---- | --------------- | ---- | -- | -- | -- | -- | -- | -- | ---- | ------- |
| 1    | Guadalajara (C) | 45   | 30 | 18 | 9  | 3  | 54 | 24 | +30  | Campeón |
| 2    | Cruz Azul       | 39   | 30 | 14 | 11 | 5  | 40 | 19 | +21  |         |
| 3    | Veracruz        | 39   | 30 | 16 | 7  | 7  | 47 | 36 | +11  |         |
| 4    | Toluca          | 33   | 30 | 13 | 7  | 10 | 46 | 35 | +11  |         |
| 5    | Necaxa          | 33   | 30 | 11 | 11 | 8  | 32 | 26 | +6   |         |
| 6    | América         | 31   | 30 | 12 | 7  | 11 | 50 | 49 | +1   |         |
| 7    | León            | 31   | 30 | 11 | 9  | 10 | 43 | 43 | 0    |         |
| 8    | Pachuca         | 31   | 30 | 11 | 9  | 10 | 41 | 49 | −8   |         |
| 9    | Monterrey       | 28   | 30 | 9  | 10 | 11 | 39 | 41 | −2   |         |
| 10   | Atlante         | 28   | 30 | 10 | 8  | 12 | 51 | 55 | −4   |         |
| 11   | Oro             | 27   | 30 | 10 | 7  | 13 | 41 | 58 | −17  |         |
| 12   | Atlas           | 26   | 30 | 8  | 10 | 12 | 25 | 37 | −12  |         |
| 13   | UNAM            | 25   | 30 | 8  | 9  | 13 | 42 | 43 | −1   |         |
| 14   | Irapuato        | 24   | 30 | 8  | 8  | 14 | 26 | 36 | −10  |         |
| 15   | Torreón         | 23   | 30 | 5  | 13 | 12 | 24 | 37 | −13  |         |
| 16   | Laguna          | 19   | 30 | 6  | 7  | 17 | 31 | 44 | −13  |         |

 Fuente: RSSSF
|                                |
| Guadalajara Campeón 8° título. |

## Resultados
| Local \ Visitante | AME | ATT | ATL | CAZ | GDL | IRA | LAG | LEO | MTY | NEC | ORO | PAC | TOL | TOR | UNM | VER |
| ----------------- | --- | --- | --- | --- | --- | --- | --- | --- | --- | --- | --- | --- | --- | --- | --- | --- |
| América           | —   | 1–2 | 1–0 | 1–4 | 1–4 | 1–0 | 3–0 | 2–2 | 4–3 | 0–1 | 6–2 | 1–1 | 3–2 | 3–0 | 1–3 | 0–1 |
| Atlante           | 0–3 | —   | 2–1 | 0–2 | 1–3 | 3–1 | 4–2 | 1–1 | 0–2 | 3–1 | 5–2 | 1–1 | 2–3 | 0–0 | 5–2 | 5–1 |
| Atlas             | 1–1 | 1–2 | —   | 0–0 | 1–3 | 2–1 | 1–0 | 1–0 | 2–2 | 2–1 | 1–1 | 1–0 | 1–0 | 1–1 | 1–1 | 0–0 |
| Cruz Azul         | 2–2 | 5–1 | 0–0 | —   | 0–0 | 1–0 | 3–1 | 4–0 | 2–2 | 1–0 | 3–0 | 1–2 | 0–0 | 0–0 | 1–1 | 2–0 |
| Guadalajara       | 3–1 | 1–0 | 5–1 | 1–0 | —   | 2–2 | 2–0 | 0–1 | 1–0 | 1–2 | 3–0 | 4–1 | 2–2 | 1–0 | 4–1 | 1–1 |
| Irapuato          | 1–2 | 3–1 | 1–0 | 0–1 | 4–2 | —   | 0–0 | 1–1 | 0–1 | 0–1 | 1–3 | 2–1 | 0–1 | 1–0 | 0–1 | 1–1 |
| Laguna            | 0–2 | 0–1 | 2–0 | 2–3 | 1–2 | 3–1 | —   | 1–1 | 2–1 | 0–0 | 3–0 | 0–0 | 0–0 | 0–0 | 2–2 | 0–1 |
| León              | 3–1 | 1–0 | 0–0 | 2–0 | 1–1 | 1–1 | 4–2 | —   | 1–2 | 1–3 | 3–0 | 4–1 | 3–2 | 1–1 | 3–2 | 0–1 |
| Monterrey         | 1–1 | 2–2 | 2–1 | 1–1 | 0–0 | 1–1 | 0–3 | 2–0 | —   | 0–1 | 3–2 | 3–1 | 0–3 | 0–0 | 2–0 | 2–3 |
| Necaxa            | 0–0 | 1–1 | 3–0 | 0–0 | 0–1 | 0–0 | 2–1 | 2–1 | 0–0 | —   | 3–0 | 2–2 | 0–0 | 1–1 | 1–0 | 1–3 |
| Oro               | 4–2 | 1–1 | 3–1 | 1–0 | 0–0 | 1–0 | 2–1 | 1–2 | 0–2 | 0–0 | —   | 4–1 | 2–1 | 1–1 | 3–2 | 1–1 |
| Pachuca           | 3–2 | 4–2 | 0–0 | 0–2 | 0–1 | 3–1 | 2–0 | 4–2 | 4–2 | 0–3 | 1–3 | —   | 2–1 | 1–1 | 1–0 | 2–0 |
| Toluca            | 1–2 | 4–2 | 1–2 | 1–0 | 2–2 | 0–0 | 1–0 | 1–0 | 2–1 | 2–1 | 5–1 | 1–1 | —   | 2–1 | 3–1 | 3–0 |
| Torreón           | 1–2 | 1–1 | 2–1 | 0–1 | 0–1 | 0–1 | 0–3 | 0–0 | 1–1 | 3–2 | 1–0 | 3–1 | 1–3 | —   | 2–1 | 1–4 |
| UNAM              | 0–0 | 2–2 | 0–1 | 0–0 | 1–1 | 2–1 | 1–0 | 3–3 | 2–1 | 3–0 | 2–2 | 0–1 | 2–0 | 1–1 | —   | 2–2 |
| Veracruz          | 3–1 | 3–1 | 2–1 | 1–1 | 0–2 | 0–1 | 5–2 | 3–1 | 1–0 | 0–0 | 3–1 | 3–0 | 2–1 | 0–2 | 2–1 | —   |

## Goleo individual
Con 20 goles en la temporada regular, Vicente Pereda, delantero del Toluca, consigue coronarse por primera ocasión como campeón de goleo.
|     | Jugador               | Club     | Goles |
| --- | --------------------- | -------- | ----- |
| 1.  | Vicente Pereda        | Toluca   | 20    |
| 2.  | Horacio López Salgado | América  | 19    |
| 3.  | Mariano Ubiracy       | Veracruz | 15    |
| 4.  | José Luis Aussín      | Veracruz | 12    |
| 5.  | José Luis Martínez    | Oro      | 12    |
| 6.  | Luis Estrada          | León     | 12    |
| 7.  | José de Oliveira      | Oro      | 11    |
| 8.  | Mario Velarde         | U.N.A.M. | 10    |
| 9.  | Sergio Anaya          | León     | 10    |
| 10. | Bernardo Hernárdez    | Atlante  | 10    |
| 11. | Ernesto Cisneros      | Atlante  | 10    |
| 12. | Coco Gómez            | América  | 10    |

## Descenso y Ascenso
El Zacatepec FC lograría el ascenso a la Primera división tras coronarse campeón de la división de ascenso, al Zacatepec lo acompañaría en el máximo circuito otro equipo de la segunda división el cual se decidiría a través de un torneo. 
Al término del campeonato con el fin de aumentar el número de equipos en la Primera división a 18 no hubo descenso y se jugó en la Ciudad de México, en el mes de noviembre, un Torneo Promocional entre los lugares segundo, tercero, cuarto y quinto de la Segunda División de México.
En este torneo Puebla logró vencer a Unión de Curtidores, Nacional y a Naucalpan, por lo que con marca perfecta logra adjudicarse el segundo boleto de ascenso a la primera división.

### Clasificación final Torneo Promocional
| Pos. | Equipo              | Pts. | PJ | G | E | P | GF | GC | Dif. |                            |
| ---- | ------------------- | ---- | -- | - | - | - | -- | -- | ---- | -------------------------- |
| 1    | Puebla (A)          | 5    | 3  | 2 | 1 | 0 | 4  | 2  | +2   | Ascenso a Primera División |
| 2    | Unión de Curtidores | 3    | 3  | 1 | 1 | 1 | 5  | 6  | −1   |                            |
| 3    | Nacional            | 2    | 3  | 1 | 0 | 2 | 3  | 3  | 0    |                            |
| 4    | Naucalpan           | 2    | 3  | 1 | 0 | 2 | 3  | 4  | −1   |                            |

 Fuente: RSSSF
Resultados:
| Local \ Visitante   | NAC | NAU | PUE | UDC |
| ------------------- | --- | --- | --- | --- |
| Nacional            | —   | –   | –   | –   |
| Naucalpan           | 2–0 | —   | –   | 1–3 |
| Puebla              | 1–0 | 1–0 | —   | 2–2 |
| Unión de Curtidores | 0–3 | –   | –   | —   |